# Personaggi di Skins
Questa voce contiene un elenco dei personaggi presenti nella serie televisiva Skins.

## Personaggi principali

### Prima generazione
- Anthony "Tony" Stonem (Nicholas Hoult, stagioni 1-2): intelligente e carismatico, ha l'abitudine di manipolare gli altri e sfrutta il suo fascino per soddisfare ogni suo capriccio e desiderio. Viene investito da un camion nell'ultimo episodio della 1 stagione ma nel corso della seconda si riprenderà completamente e tornerà a frequentare Michelle fino alla fine delle superiori, quando le strade dei due ragazzi si divideranno in due diverse università. Venne interpretato da Nicholas Hoult e doppiato in Italia da Fabrizio De Flaviis, il personaggio è stato creato da Bryan Elsley e Jamie Brittain; Tony era il protagonista nelle prime due stagioni del programma (2007-2008). Nella prima stagione, Tony è considerato un antieroe, e in alcuni aspetti le sue azioni sono negative a causa delle sue tendenze sociopatiche. Comunque, questo comportamento cambia nella seconda stagione, quando diventa vittima di un trauma cranico e, di conseguenza, diventa molto vulnerabile. Hoult, insieme al resto del cast protagonista delle prime due stagioni, ha lasciato lo show alla fine della seconda stagione. Tony è stato successivamente accennato negli episodi della terza e quarta stagione, incentrati attorno alla sorella di Tony, Effy, interpretata da Kaya Scodelario. Nell'omonimo adattamento statunitense della serie, Tony è interpretato da James Newman e il cognome del ragazzo diventa Snyder. Tony appare come un ragazzo bello e popolare e un giovane talento accademico. Gioca crudelmente con la sua famiglia e con gli amici, in particolare alle persone più vicine a lui, ovvero la sua fidanzata Michelle (April Pearson) e il suo migliore amico Sid (Mike Bailey). Nell'episodio "Sid", egli mostra il suo amore per il controllo e la manipolazione, confrontando le vite di chi gli sta attorno a funzioni di particelle subatomiche. I rapporti sessuali avuti da Tony sono numerosi come si evince dai vari episodi. In "Michelle", Jal (Larissa Wilson) elenca una lunga serie di conquiste del giovane, tra cui la ragazza più odiata da Michelle, Abigail (Georgina Moffat). In "Maxxie & Anwar, Tony prova a fare una fellatio al suo amico gay Maxxie (Mitch Hewer). Tony non specifica quale sia il suo orientamento sessuale, ma spiega a Maxxie che vuole semplicemente "provare qualcosa di nuovo". In un tema di psicologia, paragona il sesso col potere. Un aspetto del suo subconscio, personificato come un preside universitario nell'episodio della seconda stagione "Tony", lo apostrofa polisessuale. Bryan Elsley caratterizza il tentativo di Tony di sedurre Maxxie come un'esplorazione della propria fluidità sessuale; nel remake americano di Skins, Maxxie è rimpiazzato da una ragazza lesbica di nome Tea (Sofia Black D'Elia), ed è la fluidità sessuale di lei a cambiare per una volta. Nella prima stagione viene accuratamente descritto il rapporto che Tony ha con Michelle, ovvero che il vero amore proviene solo da parte di lei. Quando Michelle scopre che il suo ragazzo ha flirtato con altre persone, decide di lasciarlo. Tutto questo era stato previsto da Tony, che aveva voglia di dare un po' di movimento alle situazioni che vive. Tuttavia, al contrario di come immaginava, Michelle non si rimetterà con lui, scoprendo veramente di che pasta era fatto. Lo stesso vale per l'amico Sid, che lo abbandona insieme anche al resto della sua comitiva. L'unica persona che gli è rimasta fedele, e con la quale ha un rapporto sincero, è la sorella Effy, e quando viene rapita si precipita a salvarla con la complicità di Sid, che torna ad essere il suo migliore amico. Quando però Tony scopre veramente di essere innamorato di Michelle e le dice di amarla seriamente al telefono, viene investito in pieno da un bus. Nella seconda stagione si scopre che Tony ha subito un trauma cranico che lo ha impossibilitato a fare la maggior parte delle cose e ne ha procurato una parziale amnesia. Dopo una riabilitazione di base effettuata con l'aiuto di Sid, riesce gradualmente a riprendersi nel corso della stagione. Riesce anche dopo un po' di tempo a riscoprire i veri sentimenti che aveva provato per Michelle, e i due tornano una coppia negli ultimi episodi della stagione. A fine stagione si iscrive all'università di Cardiff, che lo porterà a separarsi da Michelle e manda a sue spese Sid a New York per ritrovare l'amata Cassie.
- Sidney "Sid" Jenkins (Mike Bailey, stagioni 1-2): è il miglior amico di Tony, ha una cotta per Michelle finché non capisce di essere innamorato di Cassie. Imbranato, impacciato e insicuro si caccia spesso in situazioni imbarazzanti. La sua storia sarà segnata prima dalla separazione dei suoi genitori e poi dalla morte improvvisa del padre, a cui Sid era molto affezionato. Alla fine della seconda stagione giunge a New York alla ricerca di Cassie. Nella prima stagione, Sid viene presentato come il classico ragazzo bravo ma sfigato, sfortunato e vergine, timido con le ragazze e con bassa stima di sé. Il migliore amico Tony Stonem è il suo modello di vita, e spera un giorno di essere come lui. Comunque, già dalla fine della prima stagione, Sid diventa più indipendente e fiducioso in se stesso, cosa che lo porta anche ad avere rapporti sessuali con Cassie Ainsworth e Michelle Richardson. Bailey, insieme al resto del cast protagonista delle prime due stagioni, ha lasciato lo show alla fine della seconda stagione. Sid è inizialmente ritratto come un vergine innamorato di Michelle Richardson, la ragazza del suo migliore amico Tony Stonem. In un primo momento è ignaro delle manipolazioni del suo migliore amico che, sapendo del suo interessamento per Michelle, lo sfrutta per divertimento. Sid è rappresentato come un bravo ragazzo, contrastando quindi il cattivo carattere di Tony. Sarà questo comportamento del ragazzo a far innamorare Cassie Ainsworth di lui, ma Sid, ignaro, finisce per ferirle i sentimenti e portarla a tentare il suicidio. Sid è anche molto intelligente, ma va male a scuola, dove si distrae facilmente e non studia. Più avanti si innamora seriamente di Cassie, e andrà a New York pur di raggiungerla nel finale della seconda stagione. Sfruttato per il divertimento del migliore amico, vorrebbe avere rapporti sessuali con la sua ragazza, Michelle. Tony, annoiato dalla monotonia in cui vive, decide di farlo stare con lei, occasione che però il ragazzo non riesce a cogliere, e contemporaneamente non capisce che Cassie è innamorata di lui. Questo porterà la ragazza a tentare il suicidio, senza riuscirci. Quando capisce che Tony sta usando sia lui che Michelle decide di non essere più suo amico, ma ritorna ad esserlo quando lo aiuta a salvare la sorella Effy da un rapimento. Proprio in questa occasione capisce di essersi innamorato di Cassie ma, dato che la famiglia di quest'ultima decide di farla vivere in Scozia, la lascia andare (cantando il suo amore per lei e la sua rassegnazione con Wild World di Cat Stevens), riuscendo però alla fine ad iniziare una relazione a distanza. Sid capisce erroneamente che Cassie lo stia tradendo in Scozia, e allo stesso tempo muore suo padre, addormentatosi con la sigaretta accesa. Si mette quindi insieme a Michelle, impossibilitata a copulare con Tony date le conseguenze del trauma cranico da lui subito. Quando Cassie torna a Bristol, sorprende i due insieme e comincia a copulare con chiunque, senza distinzione tra ragazzi o ragazze. Anche Tony li sorprende, e infuriandosi con loro riesce a farli separare, facendo capire a Sid che è innamorato di Cassie in realtà, e usa Michelle come ripiego. Grazie ad Effy, infatti, riesce riappacificarsi e rimettersi insieme con lei. Quando Chris muore, però, tra le braccia di Cassie, questa, scossa terribilmente, scappa a New York senza avvisare nessuno. Quando i protagonisti lo verranno a sapere grazie ad una cartolina della ragazza, Tony fa viaggiare Sid a spese sue verso New York per riconquistarla, ma il finale della stagione non rivela se i due si siano effettivamente incontrati.
- Michelle Richardson (April Pearson, stagioni 1-2): è una giovane e bella ragazza disinibita e a tratti sfacciata, persa completamente per Tony e disposta a tutto pur di salvare la loro relazione. La madre è una donna che le dedica poche attenzioni e nel corso della serie si sposa almeno due volte. L'ultimo marito ha già una figlia coetanea di Michelle, Scarlett, inizialmente le due non vanno molto d'accordo ma poi Scarlett si rivelerà una buona amica. Michelle era una protagonista nelle prime due stagioni del programma (2007-2008). Nell'omonimo adattamento statunitense della serie, il suo cognome viene mutato in Reinhart ed è interpretata da Rachel Thevenard. Michelle è la fidanzata di Tony. All'esterno si mostra superficiale ed egoista, quando in realtà è intelligente e molto devota alla sua relazione con Tony. Spesso si dimostra dispiaciuta per l'amore che Sid prova nei suoi confronti, arrivando a dire di volergli bene come un fratello, nonostante spesso sia per lei un rimpiazzo di Tony. È in questa stagione che si scopre la dedizione di Michelle verso Tony e il suo profondo amore, non molto ricambiato dal fidanzato. Quando riesce a capire che Tony la prende in giro (si fa volutamente trovare in flagrante) lo lascia e conosce un ragazzo di nome Josh, che Tony non approva e si affretta a distruggere facendo in modo di far inviare dal telefono di Josh foto porno di sua sorella Abigail (una ragazza con cui Tony ha fatto sesso). Quando alla fine della stagione Tony le dice al telefono di amarla, per la prima volta seriamente, quest'ultimo viene investito da un camion: Michelle non ha la forza che per piangere. Michelle, non potendo più far sesso con Tony, comincia a frequentare altri ragazzi, tra cui Sid. Michelle non è totalmente innamorata di Sid, ma ha davvero bisogno di sentirsi amata. È ancora infatti follemente innamorata di Tony, nonostante non siano insieme di comune accordo. Alla fine della stagione i due ex-fidanzati si chiariscono: si erano amati davvero ma la loro storia è forse giunta a capolinea ed ora dovranno affrontare una nuova vita in due università diverse.
- Cassandra "Cassie" Ainsworth (Hannah Murray, stagioni 1-2 e 7): è una ragazza sofferente di una notevole quantità di problemi tra cui anoressia nervosa, autolesionismo e dipendenza da stupefacenti. È continuamente alla ricerca di una felicità completa che sembra trovare nella figura di Sid. Partita per la Scozia alla fine della prima stagione, tornerà a Bristol e vivrà con Chris nell'appartamento lasciatogli da Angie (la professoressa di cui Chris si era innamorato nella prima stagione). Inizialmente in collera con Sid per essersi fidanzato con Michelle, i due torneranno insieme fino a quando Cassie non assisterà alla traumatica morte di Chris, per la quale, dopo aver chiamato l'ambulanza, scapperà via a New York. Qui incontrerà un ragazzo che la ospiterà a casa sua e lavorerà nel bar sotto la casa. Cassie era una protagonista nelle prime due stagioni del programma (2007-2008) e nella settima (2013). Nell'omonimo adattamento statunitense della serie viene rinominata Cadie Campbell ed è interpretata da Britne Oldford. Cassie è ritratta come un'adolescente amabile ed eccentrica, che soffre di diversi disturbi, in particolare di depressione e anoressia nervosa, ma anche bassa autostima, tendenze suicide e inclinazione alla tossicodipendenza. Nonostante questo è però ancora intelligente, dolce e sognante. La serie si concentra molto sulla complessa relazione con Sid Jenkins, fatta di amore ma anche di fraintendimenti e tradimenti involontari, e Cassie arriva anche a tentare il suicidio una di queste occasioni. Quando finalmente i due riescono a mettersi insieme alla fine della seconda stagione, la morte di Chris tra le braccia della ragazza la destabilizza al punto da farla scappare a New York, dove anche Sid la seguirà: la narrazione della seconda stagione si ferma qui e verrà ripresa nella settima stagione, a distanza di cinque anni. Nella settima stagione, Cassie, ora ventitreenne, è la protagonista dei due episodi denominati "Pure". La ragazza vive abbandonata e affranta a Londra provando a dare un senso alla sua vita dopo che a New York ha incontrato Sid. Racconta che hanno viaggiato assieme ma si sono dovuti lasciare perché altrimenti sarebbero stati insieme per sempre, come è riportato dalla protagonista, sottolineando la paura di Cassie di amare per lungo tempo. Nonostante non si riferisca direttamente a lui, è intuibile che si riferisce a Sid nei suoi racconti. Qualcosa cambia quando si accorge che qualcuno la segue, rendendola il soggetto della propria passione per la fotografia. In queste puntate verrà ripresa in modo principale anche la famiglia di Cassie, il padre, con tendenze tossicodipendenti, e il fratellino.[1]
- Christopher "Chris" Miles (Joseph Dempsie, stagioni 1-2): amante dei party, è un consumatore compulsivo di droghe; abbandonato a se stesso dalla famiglia. Affetto da una malattia ereditaria per la quale era precedentemente morto il fratello, Chris morirà nel penultimo episodio della seconda stagione; è interpretato da Joe Dempsie e doppiato in Italia da Flavio Aquilone, il personaggio è stato creato da Bryan Elsley e Jamie Brittain; Chris era un protagonista nelle prime due stagioni del programma (2007-2008). Nell'omonimo adattamento statunitense della serie, il cognome di Chris viene mutato in Collins ed il personaggio è interpretato da Jesse Carere. Chris è il più "sballato" del gruppo di protagonisti delle prime due stagioni. Adora provare tutti i tipi di sostanze più o meno legali ed è innamorato nella prima stagione di Angie, sua professoressa di psicologia, più grande di lui, nella seconda dell'amica Jal Fazer. Nella prima stagione Chris è follemente innamorato di Angie, sua professoressa di psicologia, più grande di lui. Angie, appena lasciata dall'ex-fidanzato insegnante di educazione fisica, inizialmente è restia a stare con lui, ma nella gita turistica in Russia i due si mettono insieme segretamente e hanno un rapporto sessuale. Più avanti sua madre l'abbandona a casa lasciandogli 1000 £ che sperpererà velocemente in feste e droghe, perderà inoltre anche la casa quando un senzatetto se ne appropria sbattendolo nudo fuori di casa. Senza più niente e con l'aiuto di Jal, decide di rivolgersi, senza successo, a suo padre, che da piccolo lo aveva lasciato con la madre e ora ha una nuova moglie con un neonato. Lì capisce che l'unica persona che gli voleva bene era suo fratello Peter, morto anni addietro. Con l'aiuto di Angie andrà a vivere in un appartamento scolastico. Lascerà Angie a fine stagione quando quest'ultima tornerà con Merve, suo ex-fidanzato. Nella Stagione 2, espulso dal liceo per delle bravate, decide di trovarsi un lavoro: la scelta casuale dell'agente immobiliare risulta azzeccata e una delle case invendibili segretamente diventa la sua nuova abitazione. Allo stesso tempo si fidanza con Jal. Dopo un incidente che lo condurrà in ospedale, gli viene diagnosticata una malattia genetica molto pericolosa che ha portato alla morte anche il fratello minore Peter. Una volta uscito, viene a sapere che Jal è incinta e insieme decidono per l'aborto. La malattia poco dopo si fa risentire e muore tra le braccia di Cassie, cosa che manderà quest'ultima nuovamente in confusione mentale tanto da farla scappare a New York. Al funerale di Chris il suo gruppetto di amici non è ammesso per volontà del padre di quest'ultimo, ma questi vanno comunque e guardano la cerimonia da lontano, mentre Jal fa un discorso confrontando Chris ad uno dei suoi eroi, il capitano Joe Kittinger del progetto Excelsior, seguito da fuochi d'artificio in suo onore.
- Jalander "Jal" Fazer (Larissa Wilson, stagioni 1-2): è interpretata da Larissa Wilson e doppiata in Italia da Maria Letizia Scifoni, il personaggio è stato creato da Bryan Elsley e Jamie Brittain; Jal era una protagonista nelle prime due stagioni del programma (2007-2008). Nell'omonimo adattamento statunitense della serie viene rinominata Daisy Valeros ed il personaggio è interpretato da Camille Cresencia-Mill. Nella prima stagione la passione della ragazza per il clarinetto è tutto quello a cui pensa la ragazza. Questo le viene spezzato dallo spacciatore che Sid non aveva pagato, ma sarà il padre a comprargliene uno nuovo. Migliore amica di Michelle, non riesce però a farle capire che Tony la tradisca diverse volte, finché non lo scopre da sola. Porterà Cassie in ospedale quando questa cerca di suicidarsi e rimprovera telefonicamente Sid perché se lo ha fatto è solo colpa sua. Nella seconda stagione si fidanza con Chris e da lui rimane incinta, ma esita a dirglielo. Quando ne parleranno i due decideranno per l'aborto. Poco tempo dopo, Chris morirà per una malattia che ha portato alla morte anche il fratello minore qualche anno prima: Jal è distrutta. Al funerale di Chris il suo gruppetto di amici non è ammesso per volontà del padre di quest'ultimo, ma questi vanno comunque e guardano la cerimonia da lontano, mentre Jal fa un discorso confrontando Chris ad uno dei suoi eroi, il capitano Joe Kittinger del progetto Excelsior, seguito da fuochi d'artificio in suo onore.
- Maxxie Oliver (Mitch Hewer, stagioni 1-2): ragazzo dichiaratamente omosessuale, innamorato della danza con una passione per il disegno. Gentile e disponibile, è il miglior amico di Anwar. Di lui si parla nel sesto episodio della prima stagione quando litiga con Anwar perché non vuole rivelare ai genitori che lui è omosessuale, e nel primo della seconda stagione quando si parlerà del suo amore per la danza, che gli causerà diversi dissidi con il padre, e dei fenomeni di bullismo in cui verrà coinvolto da alcuni coetanei. Nel penultimo episodio della seconda stagione presenterà ai suoi amici il fidanzato James, di cui però non si conosce né la storia né il suo incontro con Maxxie. Alla fine della seconda stagione partirà per Londra con James e Anwar. Venne interpretato da Mitch Hewer e doppiato in Italia da Simone Veltroni, il personaggio è stato creato da Bryan Elsley e Jamie Brittain; Maxxie era un protagonista nelle prime due stagioni del programma (2007-2008). Nell'omonimo adattamento statunitense della serie, Maxxie viene rimpiazzato da Tea Marvelli, ragazza lesbica interpretata da Sofia Black D'Elia. Dalla grande passione per la danza è il miglior amico di Anwar Kharral. È dichiaratamente omosessuale, cosa che lo ha fatto litigare brevemente anche con lo stesso Anwar, oltre con un gruppo di bulletti capitanati da un ragazzo di nome Dale, che si rivelerà essere anch'egli gay e farà sesso con Maxxie. Aiuterà Tony a scrivere dopo il trauma cranico che aveva subito alla fine della prima stagione. Sketch è ossessionata da lui e fa qualunque cosa pur di farlo innamorare di lei nonostante il fatto che sia gay. Per farlo ingelosire dopo un rifiuto del ragazzo, comincia ad uscire con Anwar, del quale sembra innamorarsi veramente prima che quest'ultimo, Maxxie stesso e il suo neo-fidanzato James lascino Bristol alla fine della seconda stagione.
- Anwar Kharral (Dev Patel, stagioni 1-2): di origini pakistane, è musulmano ma non è rispettoso di tutti i principi della sua religione. È molto amico di Maxxie. Anwar è il personaggio più trascurato di tutta la serie, a tal punto che non gli viene dedicato nemmeno un intero episodio. È interpretato da Dev Patel e doppiato in Italia da Gabriele Lopez, il personaggio è stato creato da Bryan Elsley e Jamie Brittain; Anwar era un protagonista nelle prime due stagioni del programma (2007-2008). Nell'omonimo adattamento statunitense della serie, il personaggio viene rinominato Abbud Siddiky ed è interpretato da Ron Mustafaa. Di origini pakistane, è musulmano, benché non sempre rispettoso, e per questo motivo ha brevemente litigato con il miglior amico gay Maxxie (secondo lui l'omosessualità è sbagliata). È il personaggio principale delle prime due stagioni meno caratterizzato. Ha avuto due relazioni amorose principali, una con la ragazza russa conosciuta in gita (con la quale perde la verginità) e l'altra con Sketch; quest'ultima inizialmente ripiega su Anwar per ripicca a Maxxie che non la desidera (lei voleva essere la sua fidanzata, nonostante sia omosessuale), ma alla fine della seconda stagione sembra innamorarsi veramente del ragazzo musulmano. Partirà per Londra insieme a Maxxie e al suo neo-fidanzato James dopo il college. Nonostante faccia parte dei protagonisti, nelle 2 stagioni non ha un episodio intero a lui dedicato, ma solo un episodio intitolato anche a Maxxie, e nella seconda stagione sembra anche perdere importanza. Tra i protagonisti è l'unico a non superare gli esami di maturità. Comunque tra le scene inedite della seconda stagione c'è una cena con Sketch in un ristorante italiano. Ha un padre osservante e rigoroso verso le regole della religione islamica (tanto che le sue amiche alla sua festa devono fare attenzione all'abbigliamento),tuttavia tra gli adulti presenti nella prima stagione dimostra di essere uno dei genitori più moderati e comprensivi verso i giovani.
- Lucy "Sketch" (Aimee-Ffion Edwards, stagione 2): è una ragazza ossessionata da Maxxie che vive con la madre disabile. A lei viene dedicato l'intero secondio episodio della seconda stagione, quando si scopre la sua ossessione per Maxxie nonostante la sua dichiarata omosessualità. Deciderà quindi di avere una relazione puramente fisica con Anwar. È interpretata da Aimee-Ffion Edwards e doppiata in Italia da Eva Padoan, il personaggio è stato creato da Bryan Elsley e Jamie Brittain; Sketch era una protagonista nella seconda stagione del programma (2008). Lucy, da tutti chiamata Sketch, è follemente innamorata di Maxxie, nonostante quest'ultimo sia gay, e col tempo è diventata una sua stalker. Arriva anche ad entrargli in stanza e a spiarlo, ma Maxxie lo scoprirà dopo aver trovato un suo fermacapelli per terra. Prendendo con l'inganno il posto di Michelle nel musical scolastico dedicato ad Osama bin Laden, si dichiara al ragazzo, dicendogli che dovrà amarla a tutti i costi, ma lui fa una scenata e l'abbandona in lacrime sul palco. Per far ingelosire Maxxie comincia a frequentare e a andare a letto con il miglior amico del ragazzo, Anwar[2], ma alla fine della stagione sembra comunque innamorarsene, chiedendogli di rimanere con lui a Bristol dopo il college. Anwar sceglie però di andare a Londra con Maxxie e il suo nuovo ragazzo James, lasciandosi dietro Sketch, che l'aveva furtivamente seguito.[3]
- Elizabeth "Effy" Stonem (Kaya Scodelario, stagioni 1-2-3-4 e 7): vedi seconda generazione.

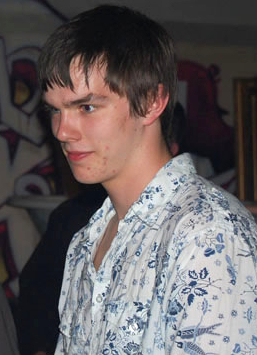
Nicholas Hoult interpreta Tony Stonem
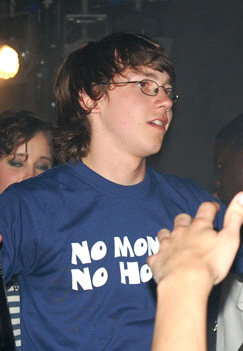
Mike Bailey interpreta Sid Jenkins
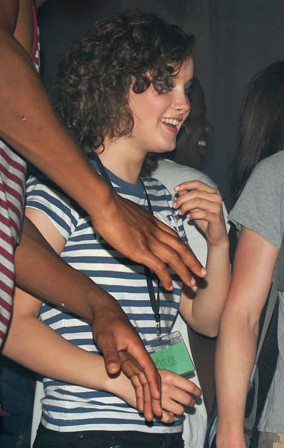
April Pearson interpreta Michelle
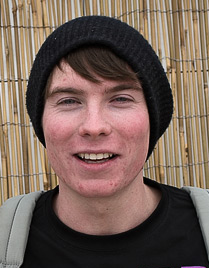
Joseph Dempsie interpreta Chris
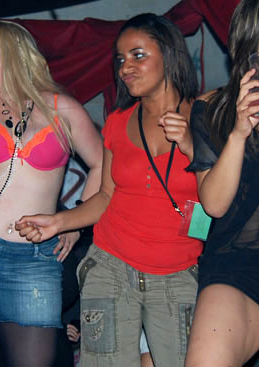
Larissa Wilson interpreta Jal
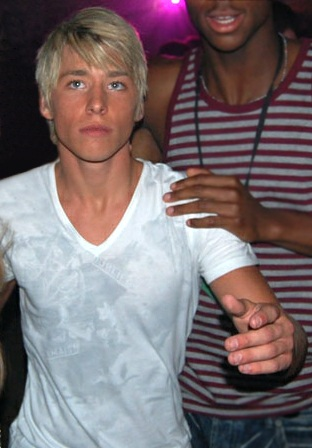
Mitch Hewer interpreta Maxxie Oliver
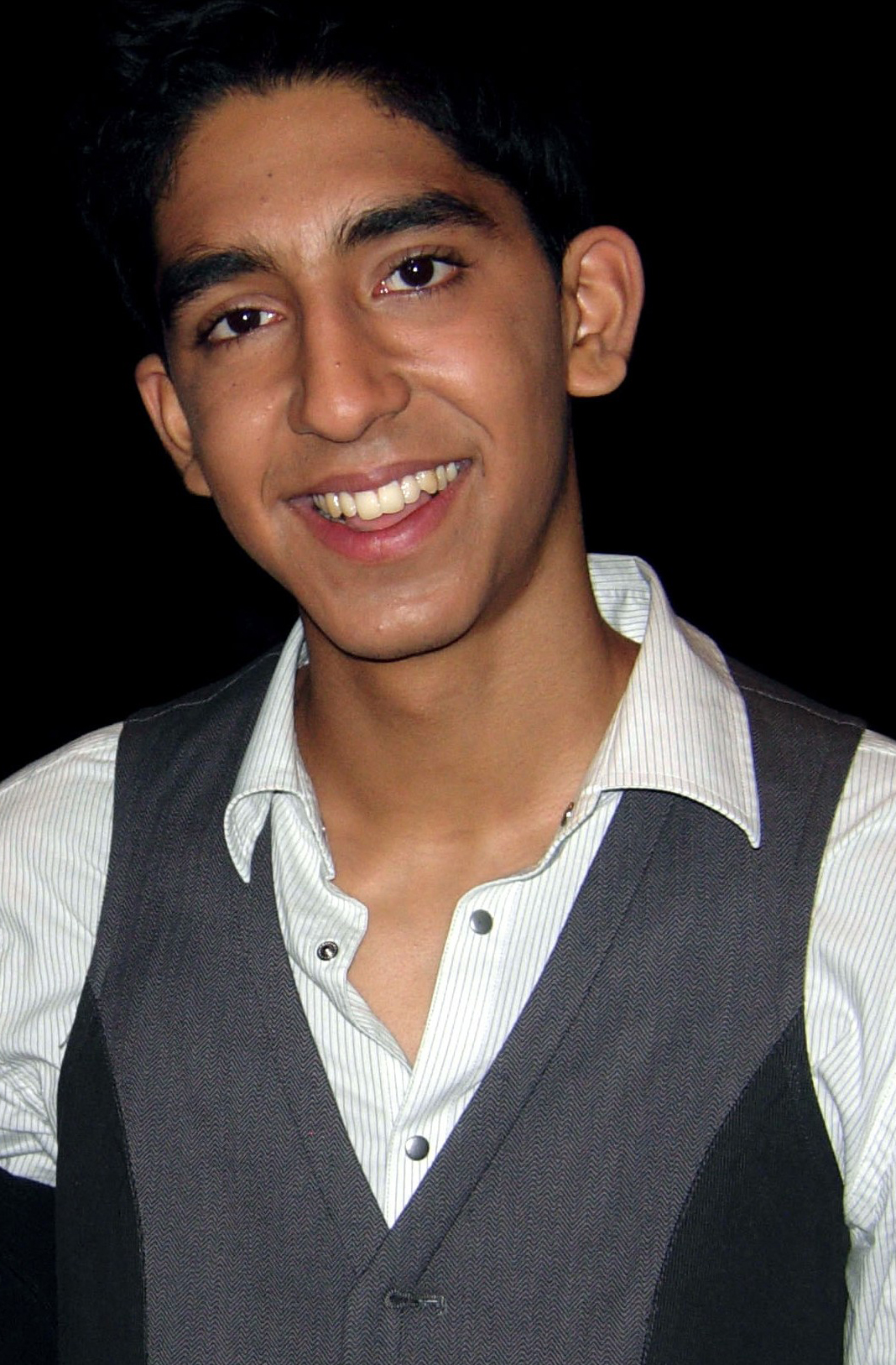
Dev Patel interpreta Anwar Kharral

### Seconda generazione
- Elizabeth "Effy" Stonem (Kaya Scodelario, stagioni 1-2-3-4 e 7): sorella minore di Tony, conduce una vita sregolata e senza troppe preoccupazioni. Ha diversi rapporti sessuali con Cook ma si innamora di Freddie.
- Pandora Moon (Lisa Backwell, stagioni 2-3-4): Ragazza estroversa ma insicura, molto legata alla madre che però sembra essere una persona piuttosto insolita. Molto ingenua e influenzabile si lega subito ad Effy in cui vede un idolo da emulare; è interpretata da Lisa Backwell e doppiata in Italia da Gemma Donati, il personaggio è stato creato da Bryan Elsley e Jamie Brittain; Pandora era un personaggio minore nella seconda (2008) e protagonista nella terza e quarta stagione del programma (2009-2010). Pandora è una ragazza semplice, ingenua, non sempre molto sveglia, insicura ma estroversa. Nella migliore amica Effy vede un idolo da emulare. Si innamora di Thomas quando quest'ultimo arriva a Bristol e i due si fidanzano poco dopo; la loro storia d'amore è però resa difficile da tradimenti da ambedue le parti. Nella Stagione 2 come per Effy, che però era un personaggio ricorrente fin dalla prima stagione, Pandora appare prima degli altri protagonisti della seconda generazione. Pandora incontra Effy a scuola e diventano amiche come suggerito da un'insegnante, benché per il momento l'atteggiamento di Effy nei confronti della ragazza sia abbastanza menefreghista.[4] Nella terza stagione conosce Thomas, giovane immigrato congolese e si fidanzano abbastanza presto. Quando la madre, che lo era venuta a trovare a Bristol, rimane delusa dal comportamento del figlio e dalle sue nuove frequentazioni, lo rimanda in Congo.[5] Pandora è affranta e Cook ne approfitta per portarsela a letto[6], anche quando Thomas riesce a tornare in Inghilterra. Quando viene a sapere della faccenda, il ragazzo continua a vedersi con Pandora ma non vuole saperne di rimettersi con lei[7], fino al ballo studentesco, dove i due si riconciliano.[8] La quarta stagione vede Pandora e Thomas inizialmente innamorati, ma il ragazzo la tradirà.[9] I due si riconciliano nuovamente nel finale di stagione avendo come stessa meta dopo il college l'università di Harvard.[10]
- James Cook (Jack O'Connell, stagioni 3-4 e 7): autoproclamatosi leader del gruppo, Cook è eccessivo in tutto, in qualsiasi atteggiamento o azione, tanto da evadere di prigione dopo essere stato arrestato a causa di un'aggressione. Si innamora di Effy nonostante il suo carattere da duro, è il migliore amico di Freddie e JJ; è interpretato da Jack O'Connell e doppiato in Italia da Alessio De Filippis, il personaggio è stato creato da Bryan Elsley e Jamie Brittain; Cook era un protagonista nella terza e quarta stagione del programma (2009-2010) e nella settima (2013). Cook è un diciassettenne impulsivo ed eccessivo in tutto: l'unica cosa che gli importa sono il sesso, le droghe e le feste. È il miglior amico di Freddie McClair e JJ Jones e i tre in gruppo sono soprannominati i tre moschettieri. La serie si concentrerà soprattutto sulla storia d'amore travagliata con Effy Stonem, che, nonostante il suo carattere da duro, lo porterà per la prima volta ad innamorarsi veramente di una persona. Vive da solo, negli alloggi del Campus; sua madre lo ha cacciato di casa, mentre suo padre è un alcolizzato disoccupato che vive su una barca. Cook andrà a trovarlo, cercando di vivere come lui, senza successo. Con l'inizio del liceo, Cook conosce e si innamora di Effy, e così anche Freddie e JJ. Inizialmente lei provoca entrambi non facendo capire a nessuno dei due chi ama davvero. Frequenta inizialmente Cook, ma principalmente per sesso, nascondendo i suoi sentimenti nei confronti di Freddie, facendo impazzire quest'ultimo. Cook ne è seriamente innamorato, e per la prima volta non vuole che la storia con una ragazza finisca dopo una nottata di sesso; al contempo, sa che Effy lo usa solo per andare a letto, e che ama veramente Freddie. Cerca di nascondere i suoi sentimenti continuando a fare sesso con altre persone, tra cui Pandora. Il resto della stagione vede scontrarsi Freddie e Cook per avere l'amore della ragazza, e nel finale Effy dichiara il suo amore per Freddie, lasciando Cook nella disperazione più totale. Nella stagione 4 una ragazza di nome Sophia si suiciderà, sotto l'uso di droghe, nel nightclub dove Thomas lavora come buttafuori e DJ. Si scopre che proprio Cook aveva volontariamente dato la droga alla ragazza per mezzo di Naomi, che con Sophia aveva tradito la fidanzata Emily. Preso dall'ira nel vedere Freddie ed Effy insieme colpisce un ragazzo in un locale; quest'ultimo lo denuncerà. Dopo essersi inizialmente dichiarato innocente in tribunale, confessa la verità e si prende anche tutta la colpa della vendita di droga a Sophia: finirà in prigione per qualche tempo, ma evaderà. Sarà infine lui a vendicare l'amico Freddie, morto per mano di John Foster, lo psicologo che doveva curare la depressione di Effy. Nella stagione 7 Cook, ormai ventiduenne, è il protagonista dei due episodi denominati "Rise". Il ragazzo fa ora lo spacciatore a Manchester e lavora per Louie. Quando si innamora della fidanzata del suo capo gestore del traffico di droga, Charlie, torna preda del suo passato violento. Charlie ha una relazione anche con un altro spacciatore, collega di Cook. Louie lo viene a sapere e lo fa uccidere da un suo scagnozzo, davanti ai due, terrorizzandoli a morte. Cook, che aveva già avuto rapporti sessuali con Charlie, spaventato, decide di scappare con Emma, una ragazza con cui ha un rapporto sessuale e a cui tiene molto. Mentre sono in viaggio Charlie chiede aiuto a Cook, vuole scappare dall'ira di Louie per paura che uccida anche lei. I tre si mettono in viaggio e si rifugiano nella casa in campagna di Emma, in cui, però, ci sono i suoi genitori. Passano lì la notte, ma, il mattino dopo, Louie e il suo scagnozzo li hanno rintracciati e li aspettano fuori dalla porta. L'unica cosa che lui vuole è riavere Charlie con sé, ma lei non vuole e sembra che i due se ne vadano. I tre decidono di scappare ancora per paura del loro ritorno, questa volta a piedi e, sul ciglio della strada, trovano l'auto dei genitori di Emma vuota. Scappano così nel bosco, capendo che è opera di Louie, e si rifugiano in una capanna. Al risveglio di Cook, Emma non è più con loro e, disperato, decide di cercarla. Arrivato in un campo, la trova impiccata ad un albero e, non poco distante, c'è la macchina di Louie. Cook lo distrae e comincia a picchiarlo fino a fargli perdere i sensi; chiama la polizia e dice a Charlie di scappare con l'auto. Lui sveglia Louie e lo abbandona a terra sanguinante.[11]

- Freddie McClair (Luke Pasqualino, stagioni 3-4): un ragazzo considerato irraggiungibile da molte, più maturo e sensibile, è il migliore amico di Cook e JJ, nonché l'unico che riuscirà a far innamorare Effy; è interpretato da Luke Pasqualino e doppiato in Italia da Andrea Mete, il personaggio è stato creato da Bryan Elsley e Jamie Brittain; Freddie era un protagonista nella terza e quarta stagione del programma (2009-2010). L'attore era stato inizialmente scartato ai provini per il personaggio di Tony Stonem, ma due anni dopo ha ottenuto il ruolo di Freddie. Amante dello skateboard e delle canne, è il miglior amico di James Cook e JJ Jones e i tre in gruppo sono soprannominati i tre moschettieri. La serie si concentrerà soprattutto sulla storia d'amore travagliata con Effy Stonem. Vive con il padre e la sorella, sua madre è morta. Non ha un buon rapporto con i suoi familiari e disprezza la sorella per i programmi televisivi a cui partecipa. Nella Stagione 3 con l'inizio del liceo, Freddie conosce e si innamora di Effy, e così anche Cook. Inizialmente lei provoca entrambi non facendo capire a nessuno dei due chi ama davvero. Frequenta inizialmente Cook, ma principalmente per sesso, nascondendo i suoi sentimenti nei confronti di Freddie, facendo impazzire quest'ultimo. Freddie comincerà quindi una relazione con Katie, che però non ama veramente e non dura a lungo (la tradisce proprio con Effy, che aveva precedentemente rotto con Cook). Il resto della stagione vede scontrarsi Freddie e Cook per avere l'amore della ragazza, e nel finale Effy dichiara il suo amore per Freddie, lasciando Cook nella disperazione più totale. Nella stagione 4 Freddie ed Effy vivono in casa Stonem poiché la madre di quest'ultima è in viaggio, conducendo giornate spensierate abusando di droghe, estraniandosi dagli amici e dallo studio, specialmente Effy, che cade in uno stato di depressione. Freddie deciderà di aiutarla, dato che la madre è morta proprio di depressione. Ricoverata in un ospedale psichiatrico, Effy incontra lo psicologo John Foster, che, innamoratosi di lei, la manipolerà per farla tornare da lui. Quando Freddie capisce la situazione caccia Foster, dicendogli di non occuparsi più di Effy. Lo psicologo poi contatta Freddie privatamente, facendolo andare a casa sua, dove, per avere la ragazza solo per sé, lo rincorre con una mazza da baseball picchiandolo a sangue e uccidendolo: sarà poi Cook a vendicare l'amico.
- Jonah Jeremiah "JJ" Jones (Ollie Barbieri, stagioni 3-4): studioso con altissimo quoziente intellettivo ma con scarsissime capacità di relazionarsi agli altri, è seguito da uno psichiatra e sembra affetto da diversi disturbi quali una lieve forma di autismo. È il migliore amico di Cook e Freddie. Durante il corso della serie avrà l'occasione di avere un rapporto sessuale con una prostituta in uno strip club, tuttavia riuscirà solo a darle un bacio prima di essere trascinato via da Cook. Avrà anche un rapporto con Emily, con cui perde la sua verginità, per pietà (infatti Emily si dichiara omosessuale nella stessa giornata). Impiegato in un negozio di dolciumi, al lavoro conoscerà Larah Lloyd, una sua collega e coetanea diventata madre di un bambino 6 mesi prima. Esiterà parecchio prima di chiederle un appuntamento, e tenta di scappare dalla finestra del bagno delle donne non appena Larah accetta un appuntamento al caffè. L'ex fidanzato di Larah e il padre di suo figlio prenderà di mira JJ tenendogli diverse imboscate, e quando JJ decide finalmente di ribellarsi e di farsi valere Larah decide di non parlargli più. Riconquisterà la fiducia della ragazza soltanto cantandole una serenata alla fine dell'episodio a lui dedicato nella quarta stagione.
- Naomi Campbell (Lily Loveless, stagioni 3-4 e 7): anticonformista, idealista, appassionata di politica e apparentemente omosessuale, è innamorata di Emily ma inizialmente nega i propri sentimenti; è interpretata da Lily Loveless e doppiata in Italia da Eleonora Reti, il personaggio è stato creato da Bryan Elsley e Jamie Brittain; Naomi era una protagonista nella terza e quarta stagione del programma (2009-2010) e nella settima (2013). Naomi è un'idealista, appassionata di politica e con forti principi. La serie si basa soprattutto sulla sua omosessualità ed in particolare sul rapporto con Emily Fitch. Benché omonima della famosa modella, il personaggio non è minimamente relazionato con questa: il fatto provoca solo qualche risata all'inizio della terza stagione.[12] Nella Stagione 3 Naomi non è inizialmente convinta di essere lesbica, ma lo capirà grazie ad Emily, infatuata di lei. Le due si metteranno insieme nel finale di stagione.[8] Ha avuto qualche screzio con la sorella gemella della fidanzata, Katie, che non approva l'omosessualità di Emily, credendo infatti che non lo sia, poiché vorrebbe che fosse uguale a lei, di sua proprietà; sarà proprio Emily a farle capire di essere in torto.[8] Nella Stagione 4 le coppia Emily e Naomi entra in crisi a causa di un tradimento di quest'ultima con una ragazza, Sophia, suicidatasi nel nightclub dove lavora Thomas proprio per la droga di Cook che le ha venduto Naomi.[9][13] Emily cerca quindi di vendicarsi stando con un'altra ragazza, cambiando radicalmente personalità, ma nel finale di stagione le due torneranno ad amarsi.[10] Nella Stagione 7 Naomi, ormai ventunenne, è presente come personaggio secondario nei due episodi dedicati ad Effy denominati "Fire". La fidanzata Emily è a New York per lavoro e lei divide l'appartamento con Effy. Prova a fare la cabarettista ma fallisce, rivelando alla coinquilina di avere il cancro. Durante il secondo episodio la sua carriera da cabarettista migliora e sembra essere in gran forma inizialmente, ma le sue condizioni peggiorano e i trattamenti non hanno effetto. Tutto lascia supporre che morirà, successivamente aver incontrato Emily in ospedale.
- Emily Fitch (Kathryn Prescott, stagioni 3-4 e 7): sorella gemella di Katie, timidissima ed introversa, vive nell'ombra della sorella sia in casa che fuori. È inoltre omosessuale e ha una relazione con Naomi; è interpretata da Kathryn Prescott e doppiata in Italia da Joy Saltarelli, il personaggio è stato creato da Bryan Elsley e Jamie Brittain; Emily è una protagonista nella terza e quarta stagione del programma (2009-2010) e di nuovo nella settima (2013). Emily è la gemella di Katie (interpretata dalla sorella anche nella vita reale Megan Prescott). Contrariamente a quest'ultima, Emily è timida e impacciata, e inizialmente dipende unicamente dalla sorella. La serie si concentra soprattutto sulla sua omosessualità, in particolare viene evidenziato il rapporto travagliato con la fidanzata Naomi. Nella terza stagione, rendendosi pian piano indipendente dalla sorella Katie, la stagione vede principalmente Emily cercare di passare del tempo con Naomi, lesbica anche lei ma non totalmente convinta inizialmente, ma alla fine le due si metteranno insieme.[8] Stringe una forte amicizia con JJ, al quale farà perdere la verginità, nonostante la sua natura sessuale, per incoraggiarlo a superare le sue paure.[7] Altro elemento predominante nella stagione sarà la sua lotta con Katie per affermare la sua omosessualità: la sorella crede infatti che non lo sia e vorrebbe che fosse uguale a lei, di sua proprietà; sarà proprio Emily a farle capire di essere in torto.[8] Nella stagione 4, la coppia Emily e Naomi entra in crisi a causa di un tradimento di quest'ultima con una ragazza, Sophia, suicidatasi nel nightclub dove lavora Thomas proprio per la droga di Cook che le ha venduto Naomi.[9][13] Emily cerca quindi di vendicarsi stando con un'altra ragazza, cambiando radicalmente personalità, ma nel finale di stagione le due torneranno ad amarsi.[10] Nella stagione 7, Emily, ormai ventunenne, è presente come personaggio secondario nei due episodi dedicati ad Effy denominati "Fire". Vive per il momento a New York per lavoro e continua a intrattenere una relazione con Naomi, benché a distanza.
- Katie Fitch (Megan Prescott, stagioni 3-4): sorella gemella di Emily, tiene molto conto della sua popolarità a scuola. Intraprende una relazione con Freddie nella terza stagione che finirà visti i sentimenti che egli nutre per Effy; è interpretata da Megan Prescott e doppiata in Italia da Lidia Perrone, il personaggio è stato creato da Bryan Elsley e Jamie Brittain; Katie era una protagonista nella terza e quarta stagione del programma (2009-2010). Katie è la gemella di Emily (interpretata dalla sorella anche nella vita reale Kathryn Prescott). È una ragazza popolare, arrogante e un po' superficiale, almeno inizialmente. È inoltre convinta che la sorella debba essere come lei in tutto e per tutto, ma capirà che non può essere di sua proprietà. Inizialmente fidanzata con un ragazzo di nome Danny Guillermo[12], lo lascia per Freddie, che però la usa non potendo stare con Effy.[7] Non vuole capire che Emily è lesbica e continua a non accettare Naomi, la fidanzata della sorella. Nel frattempo, Freddie la tradisce per Effy in un momento in cui non vuole più sentirne di Cook e, una volta scoperto, i due si separano.[8] Nel finale di stagione Emily le fa capire di essere in torto sulla sua situazione, e dopo una zuffa le due si chiariscono e tornano a volersi bene, lasciando che la sorella e Naomi se ne vadano dal ballo scolastico tenendosi per mano.[14] Subito trovatasi un nuovo ragazzo, che usa solamente per non stare da sola e per il sesso, aiuta i genitori, insieme alla sorella e al fratello minore James, a non separarsi dopo che il padre li ha lasciati al verde. Contemporaneamente, credendo di essere rimasta incinta, scopre invece di essere entrata in menopausa precoce, che comporta la sterilità. Lasciato il suo ragazzo all'istante, perde fiducia in se stessa, ma grazie anche a Thomas comprenderà che questo non la ostacolerà nella vita.[15]
- Thomas Tomone (Merveille Lukeba, stagioni 3-4): emigrante dal Congo, è povero ed estremamente gentile. Occuperà abusivamente un appartamento di proprietà del gangster e spacciatore Johnny White, patrigno della migliore amica della sorella di Freddie, Karen. Dopo la sua occupazione clandestina, Thomas sarà continuamente minacciato e ricattato da Johnny, che gli prometterà di assassinarlo se non avesse ricevuto un'importante cifra in contanti. Sfiderà il gangster in diverse prove, una delle quali costerà la vita a tutto il gruppo di amici:la sfida consiste nell'ingerire grandi quantità di peperoncini piccantissimi, che la madre di Thomas piantava in Congo e che di conseguenza lui era abituato a mangiare. Conoscerà Effy e Pandora alla fermata del bus mentre mangia delle ciambelle che poi offrirà a Pandora: i due faranno amicizia da subito e in particolare diventeranno amici grazie allo spettacolo di recitazione sull'Africa subsahariana di Pandora. A casa della zia di Pandora, Thomas assaggia un particolare tipo di tè all'erba, che riesce a spacciare come stupefacente ad un rave party per guadagnarsi dei soldi per l'affitto dell'appartamento per lui e per la sua famiglia.

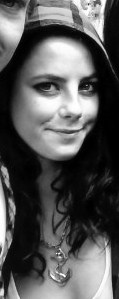
Kaya Scodelario interpreta Effy
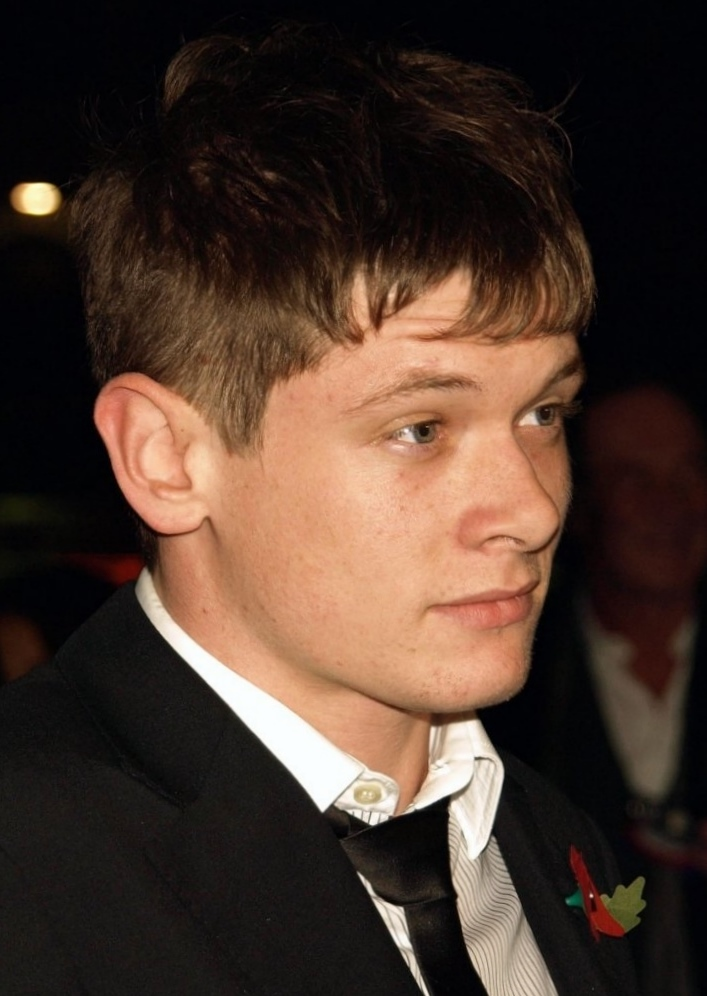
Jack O'Connell interpreta Cook
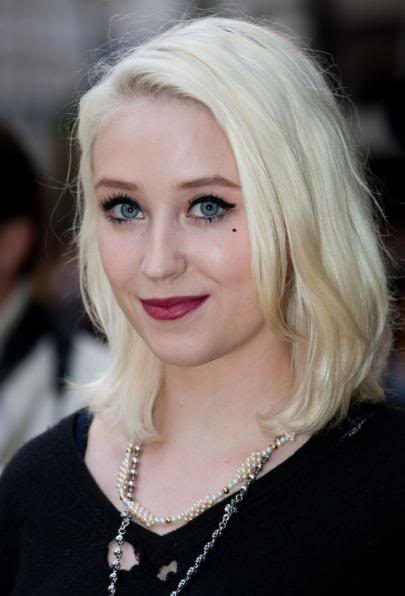
Lily Loveless interpreta Naomi
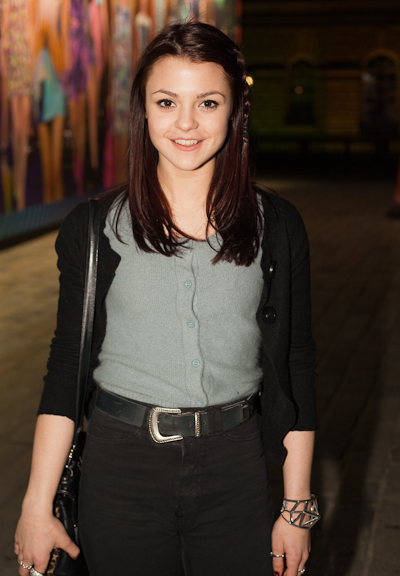
Kathryn Prescott interpreta Emily

### Terza generazione
- Francesca "Franky" Fitzgerald (Dakota Blue Richards, stagioni 5-6): adottata da due coniugi omosessuali, Franky è una ragazza intelligente e creativa, sensibile ed introversa, ma è vista dagli altri come strana, a causa del suo modo di vestire androgino; è interpretata da Dakota Blue Richards e doppiata in Italia da Giulia Franceschetti, il personaggio è stato creato da Bryan Elsley e Jamie Brittain; Franky era un personaggio della quinta e sesta stagione del programma (2011-2012). È molto chiusa e difficile da decifrare, imprevedibile e indecisa. Avrà una storia con Matty e con Nick, e sembra anche ricambiare un debole per Mini. Inizialmente, Franky viene presentata come una persona solitaria, e il suo essere androgino sembra essere il fattore principale di questa condizione. Viene subito notata da Mini, che la invita a trascorrere il pomeriggio con lei e le sue amiche Liv e Grace. Il giorno dopo scopre che Mini ha fatto spargere al fidanzato Nick le foto di quando era stata oggetto di bullismo ad Oxford. Quest'umiliazione l'innervosisce a tal punto da distaccarsi completamente da Mini, ed è a quel punto che incontra Matty, un ragazzo misterioso che la aiuta a superare l'ira e si rivelerà essere il fratello di Nick. Alo, Rich e Grace, indignati da quello che ha fatto Mini, cominciano ad essergli amici. Quando per la prima volta vede Matty sviluppa un'attrazione latente ricambiata che li porterà nel finale di stagione a fidanzarsi. In vacanza in Marocco col resto del gruppo, litiga con Matty perché trova banale stare in relazione con lui. Verrà ingannata da un ragazzo che la corteggia, Luke, che la spinge ad andarsene via con lui e di abbandonare tutto e tutti, ma questo solo per ricattare poi Matty mettendogli della droga nel furgone e fargliela trasportare all'estero. Nel tentativo di salvarla, il fidanzato incapperà in un incidente che coinvolgerà Grace e la porterà alla morte: anziché soccorrerla, infatti, questi scapperà per evitare di essere trovato insieme alla droga, lasciandola sanguinante. Luke, in seguito, andrà anche a Bristol e i due si frequenteranno per un po', praticamente facendo solo sesso. Lei lo accompagna nei club e in giro per la città; Luke e i suoi amici, come passatempo, provocano risse e pestano a sangue le persone, utilizzando anche mazze da Baseball. Frankie si fa coinvolgere e comincia anche lei a spalleggiare Luke. Ma di lì a poco Luke comincia ad essere strano, abusa di lei e la picchia. Frankie decide di scappare e, non potendo tornare a casa, decide di fermarsi nel parco giochi in cui va per riflettere. La raggiunge uno dei suoi due padri, che la perdona e la riaccoglie. Luke, furioso per la fuga della ragazza la raggiunge e la minaccia, ma il padre la difende e lo manda via. Quando Matty cerca di farsi aiutare da Nick raccogliendo dei soldi per farlo tornare a Bristol, il fratello ci rinuncia e si fidanza con Franky (benché i due facciano praticamente solo sesso). Si forma così un triangolo amoroso tra i due Levan e la ragazza; quest'ultima, nel finale di stagione, sceglie di non stare con nessuno dei due: Nick e Matty tornano così ad essere uniti, e quest'ultimo va a costituirsi alla polizia. Contemporaneamente, Franky cerca il bisogno di conoscere la madre biologica, riuscendoci grazie all'aiuto della sorella Clara.
- Richard "Rich" Hardbeck (Alexander Arnold, stagioni 5-6): fan del genere metal, Richard è un ragazzo molto chiuso, che odia tutto ciò che è fuori dal suo mondo, è interpretato da Alexander Arnold e doppiato in Italia da Angelo Evangelista, il personaggio è stato creato da Bryan Elsley e Jamie Brittain; Rich era un personaggio della quinta e sesta stagione del programma (2011-2012). Miglior amico di Alo Creevey e fidanzato di Grace Violet, è un metallaro (nella quinta stagione porta persino i capelli lunghi, finché Alo non glieli fa tagliare). È un ragazzo dolce e simpatico, ma nella prima stagione nasconde il suo carattere e lo copre con una corazza che lo fa apparire duro e senza sentimenti. Quando Grace l'aiuta a conquistare un'altra ragazza, tra i due scatta l'amore e si fidanzano, benché la relazione non sia vista di buon occhio dal padre di lei, il preside Blood. I due, riappacificati dopo un breve litigio nel pre-finale di stagione, decideranno di sposarsi, ma ci rinunceranno capendo che è ancora presto. In vacanza in Marocco col resto del gruppo, Grace viene coinvolta in un incidente: portata all'ospedale di Bristol, rimarrà in coma perenne fino alla morte. Rich non appare per un po' di tempo, salvo poi tornare regolarmente a lezione. Benché non riesca a dimenticarla, maschera il dolore concentrandosi sullo studio, riuscendo a superare egregiamente l'esame finale di ammissione all'università. Così come il resto del gruppo, continua ad immaginare Grace anche quando questa è morta.
- Minerva "Mini" McGuinness (Freya Mavor, stagioni 5-6): la tipica ragazza alla moda e Queen Bee della scuola, è fidanzata con Nick Levan, è interpretata da Freya Mavor. Il personaggio è stato creato da Bryan Elsley e Jamie Brittain; Mini era un personaggio della quinta e sesta stagione del programma (2011-2012). È una ragazza superficiale, che si preoccupa solo di se stessa e di cosa pensano gli altri di lei. Solo successivamente si capirà realmente il suo carattere; in realtà è una ragazza debole, che compie moltissimi sacrifici per essere così com'è e che sente la mancanza di una figura paterna. Inizialmente è amica solamente di Liv e Grace ed è fidanzata con Nick: quello che le sembra un mondo perfetto, si dimostra essere del tutto falso. Intratterrà una storia di solo sesso con Alo, dal quale scaturirà una storia d'amore e una figlia. Svilupperà anche un debole per Franky. Molto superficiale, è soddisfatta della sua vita e orgogliosa di uscire con uno dei ragazzi più popolari della città. È seriamente innamorata di Nick, che ritiene "perfetto", e continua a restare con lui anche quando viene a sapere che l'ha tradita due volte con l'amica Liv. Tra lei e Liv ci saranno litigi pesanti, fino a quando la storia tra Mini e Nick non giungerà ad una fine. Nel finale di stagione si scopre avere un debole per Franky, che cerca di allontanare, inutilmente, da Matty. Nella sesta stagione comincerà dapprima una storia di solo sesso con Alo, che lentamente si innamorerà della ragazza. La stessa Mini a poco a poco inizierà a provare forti sentimenti verso Alo, ma a causa della bassa estrazione sociale e della scarsa popolarità di lui all'inizio si rifiuterà di ammetterli. Dopo un litigio con la madre, Mini decide di riallacciare il rapporto col padre Gregory che non vede da anni. Gregory è un uomo ricco e sofisticato e Mini si aliena dal suo gruppo di amici poiché sembra davvero che il padre, nonostante le delusioni che le ha recato in passato, voglia veramente costruire un solido rapporto con la figlia, che nel frattempo si è scoperta incinta ed è in cerca di un appoggio paterno. Proprio all'ultimo però, Gregory parte per l'Australia senza la figlia e le lascia solo un biglietto e dei soldi. Mini allora torna dalla madre, capendo che questa tiene veramente a lei, e accetta il fatto che il suo nuovo compagno vada a vivere con loro. Dopo questi avvenimenti, Mini accetta di essere realmente innamorata di Alo, che appunto per la sua semplicità e sincerità non potrebbe mai ferirla come ha fatto il padre. Rivela quindi ad Alo di essere incinta: quest'ultimo inizialmente si infuria, ma poi decide di assumersi le responsabilità e fare il genitore. Nel finale di stagione Alo assiste con Liv al parto di Mini, che dà alla luce la figlia.
- Olivia "Liv" Malone (Laya Lewis, stagioni 5-6): è interpretata da Laya Lewis e doppiata in Italia da Gea Riva, il personaggio è stato creato da Bryan Elsley e Jamie Brittain; Liv era un personaggio della quinta e sesta stagione del programma (2011-2012). Inizialmente è amica solamente di Mini e Grace. Laya Lewis descrive il suo personaggio come "il più difficile da interpretare del gruppo: non è la stronza, non è quella vulnerabile o divertente, è normale".[16] Ha una madre molto assente nella sua vita e in quella delle sorelle, Maude e Bella, quest'ultima detenuta in prigione. All'inizio della 5ª stagione la si vede vivere all'ombra di Mini, ma tradirà la fiducia dell'amica con un rapporto sessuale per due volte col fidanzato di quest'ultima, Nick. Conosce e si innamora di Matty, ma quest'ultimo nel finale di stagione la lascia per stare con Franky. Nella sesta stagione, sconfortata dalla morte di Grace, la si vede praticamente sempre assieme ad Alex. Con il resto del gruppo taglia quasi totalmente i rapporti dopo la tesa situazione tra i ragazzi successiva alla morte dell'amica. Nel finale di stagione assisterà Mini nel suo parto insieme ad Alo.
- Nicholas "Nick" Levan (Sean Teale, stagioni 5-6): è interpretato da Sean Teale e doppiato in Italia da Andrea Oldani, il personaggio è stato creato da Bryan Elsley e Jamie Brittain; Nick era un personaggio della quinta e sesta stagione del programma (2011–2012). Fratello di Matty, vive inizialmente in un mondo perfetto, ma falso. Fidanzato di Mini, con cui sta solo in attesa di farci sesso, avrà poi un'infatuazione per Liv e starà per diverso tempo con Franky. Nick all'inizio della quinta stagione ha una relazione con Mini, ma non è felice del fatto che la ragazza voglia aspettare per fare sesso con lui. Mini lo usa per il lavoro sporco, come spargere per la scuola le foto fatte quando Franky è stata violentata prima del college. Mentre è ancora fidanzato con Mini, ha un rapporto sessuale con Liv due volte e comincia a provare sentimenti forti per lei. Quando Liv conosce Matty, si viene a sapere che quest'ultimo è suo fratello e i due hanno un padre autoritario, un life coach molto esigente, che vede Nick come suo figlio prediletto. Nick, per mettersi a posto con la coscienza, esce dalla squadra di rugby scolastica e lascia Mini. Nella sesta stagione cerca di aiutare Matty raccogliendo dei soldi per farlo tornare a Bristol, ma ci rinuncia e si fidanza con Franky, sviluppando per lei un sentimento sempre più profondo. Si forma così un triangolo amoroso tra i due Levan e la ragazza; quest'ultima, nel finale di stagione, sceglie di non stare con nessuno dei due: Nick e Matty tornano così ad essere uniti.
- Aloysius "Alo" Creevey (Will Merrick, stagioni 5-6): migliore amico di Rich, inguaribile ottimista, adora il suo cane, il suo furgone e le donne; è interpretato da Will Merrick e doppiato in Italia da Mirko Cannella, il personaggio è stato creato da Bryan Elsley e Jamie Brittain; Alo era un personaggio della quinta e sesta stagione del programma (2011-2012). L'attore si era presentato ai provini per il personaggio di Rich Hardbeck, ma i responsabili lo hanno scelto per interpretare Alo.[17] Miglior amico del metallaro Rich Hardbeck, vive in campagna con la sua famiglia. Ha un incredibile fiuto per le feste. È un ragazzo socievole e simpatico, a scuola è considerato uno sfigato. Nella stagione 5 nell'episodio a lui dedicato, la madre del ragazzo, visti i continui voti negativi del ragazzo a scuola, lo toglie dal Roundview College, lo confina in fattoria e lo fa lavorare col padre nei campi. Ribellatosi, la madre di Alo gli toglie anche tutti i beni, compreso l'amato cane Rags. Alo decide di vendicarsi e, quando i suoi genitori vanno in città per mettere all'asta tutta la roba del figlio, lui decide di vendicarsi dando una festa. Quando tornano la madre ed il padre vedono tutta la fattoria distrutta e Alo, sulla difensiva, insulta il padre facendogli prendere un infarto (non gli era stato detto che soffrisse di cuore). Riuscirà a chiarirsi sia con il padre che con la madre.[18] Nella sesta stagione comincerà dapprima una storia di solo sesso con Mini[19], che poi si trasformerà in amore prima da parte di Alo e successivamente anche di Mini, anche se quest'ultima inizialmente non ne fa parola.[20] Uno di questi flirt farà rimanere Mini incinta: quando Alo lo verrà a sapere dapprima si arrabbia, ma poi decide di assumersi le responsabilità e fare il padre.[21] Nel finale di stagione Alo assiste con Liv al parto di Mini, che dà alla luce la figlia.[22]
- Grace Blood Violet (Jessica Sula, stagioni 5-6): dolce, gentile e positiva, amica di Mini McGuinness e Olivia Malone, e poi, successivamente, di Franky, Alo e Rich. Violet è il cognome della madre, adottato inizialmente perché non si sapesse che fosse figlia del preside David Blood; è interpretata da Jessica Sula e doppiata in Italia da Valentina Pallavicino, il personaggio è stato creato da Bryan Elsley e Jamie Brittain; Grace era un personaggio della quinta e sesta stagione del programma (2011-2012). Grace è una ragazza semplice. Figlia del preside David Blood, quest'ultimo non vuole che venga associata a lui, così prende il cognome della madre, Violet, fin quando la ragazza non convincerà il padre a renderlo noto. Amica di tutti, solare, socievole, disponibile e sempre sorridente, diventa ben presto la fidanzata di Rich Hardbeck, benché inizialmente la relazione non sia ben vista dal padre. Nella stagione 5, inizialmente amica del cuore solamente di Mini McGuinness e Liv Malone, comincia ad avvicinarsi agli altri protagonisti della terza generazione, in particolare con Rich Hardbeck, con cui si fidanzerà, benché la relazione non sia vista di buon occhio dal padre, il preside Blood. Subito si distaccherà leggermente dalle due ragazze per passare un po' di tempo con Franky.I due, riappacificati dopo un breve litigio nel pre-finale di stagione, decideranno di sposarsi, ma ci rinunceranno capendo che è ancora presto. Nella stagione 6, in vacanza in Marocco col resto del gruppo, viene coinvolta in un incidente nel furgone di Matty Levan, che sta per riprendersi Franky Fitzgerald, ingannata da un ragazzo che lo ha ricattato mettendogli della droga nel suo veicolo e dicendogli di portarla all'estero; questi scapperà per evitare di essere trovato insieme alla droga, lasciandola sanguinante e morente. Portata all'ospedale di Bristol, rimarrà in coma perenne fino alla morte. Il resto del gruppo e soprattutto Rich erano molto legati a lei, e continuano ad immaginarsela per cercare il suo aiuto.
- Matthew "Matty" Levan (Sebastian de Souza, stagioni 5-6): fratello di Nick, che infonde a Franky il coraggio di affrontare Mini e che intraprende una relazione con Liv. Interpretato da Sebastian de Souza e doppiato in Italia da Daniele Natali, il personaggio è stato creato da Bryan Elsley e Jamie Brittain; Matty era un personaggio della quinta e sesta stagione del programma (2011–2012). Fratello di Nick, sarà dapprima fidanzato di Liv e poi di Franky. Nella stagione n. 5 appare come personaggio misterioso davanti ad una Franky isterica, si scopre che era stato cacciato dal padre perché aveva distrutto la casa (non sopportava più il genitore). Sarà Nick a mettere una buona parola col padre per farlo tornare a casa, ma anche lui arriverà a fare il suo stesso gesto. Conosce e si innamora di Liv, ma ha un'attrazione latente per Franky che emerge sempre di più, fino a mettersi con lei nel finale di stagione. Nella stagione n. 6 in vacanza in Marocco col resto del gruppo, litiga con Franky perché trova banale stare in relazione con lui. Quando la fidanzata sarà rapita da un ragazzo, che ricatta Matty mettendogli della droga nel furgone, si precipita a salvarla, ma incapperà in un incidente che coinvolgerà Grace e che la porterà alla morte: anziché soccorrerla, infatti, questi scapperà per evitare di essere trovato insieme alla droga, lasciandola sanguinante. Cerca in seguito di farsi aiutare dal fratello raccogliendo dei soldi per farlo tornare a Bristol, ma Nick ci rinuncia e si fidanza con Franky (benché i due facciano praticamente solo sesso). Si forma così un triangolo amoroso tra i due Levan e la ragazza; quest'ultima, nel finale di stagione, sceglie di non stare con nessuno dei due: Nick e Matty tornano così ad essere uniti, e quest'ultimo va a costituirsi alla polizia.
- Alexander "Alex" Henley (Sam Benjamin Jackson, stagione 6): apparso a partire dal terzo episodio della sesta stagione, Alex è un'adolescente gay che convive con la nonna (che si suiciderà). Affidandosi al caso, lascia che la sua vita sia decisa da un dado lanciato su un foglietto con delle azioni da fare a seconda del numero uscito. Sempre a caccia di nuove conquiste, Alex non frequenta mai a lungo i ragazzi con cui va a letto. Appena trasferitosi diventa il miglior amico di Liv e i due condivideranno un rapporto speciale. Ha però qualche difficoltà ad inserirsi nel gruppo, che ancora non si è ripreso dal lutto di Grace.

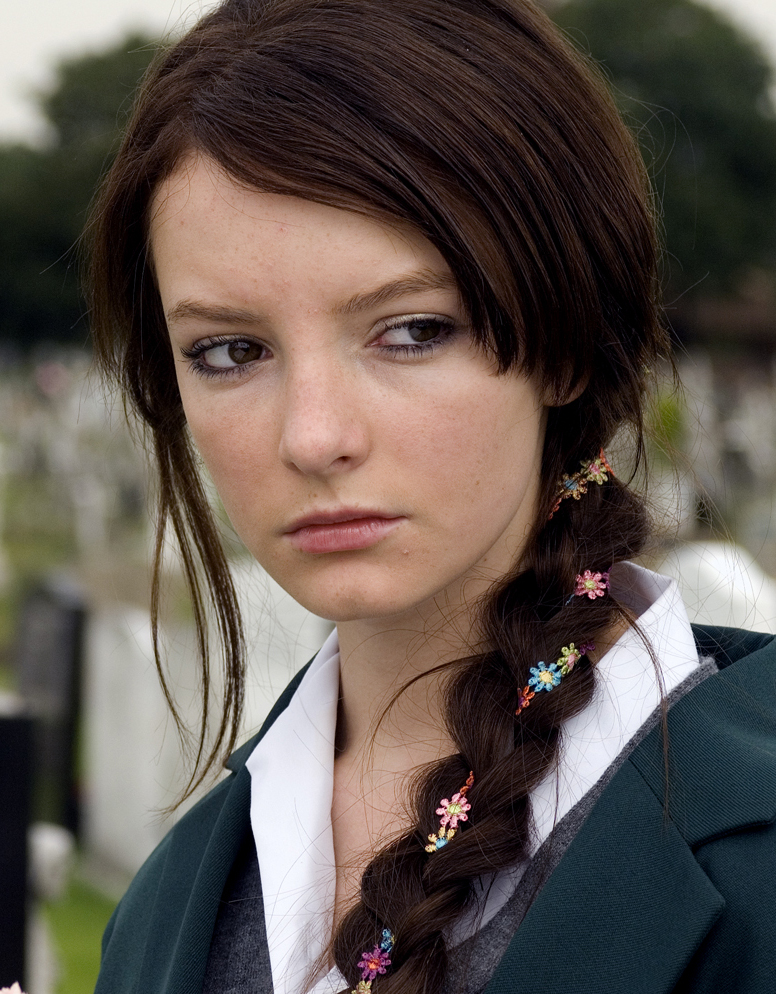
Dakota Blue Richards interpreta Franky
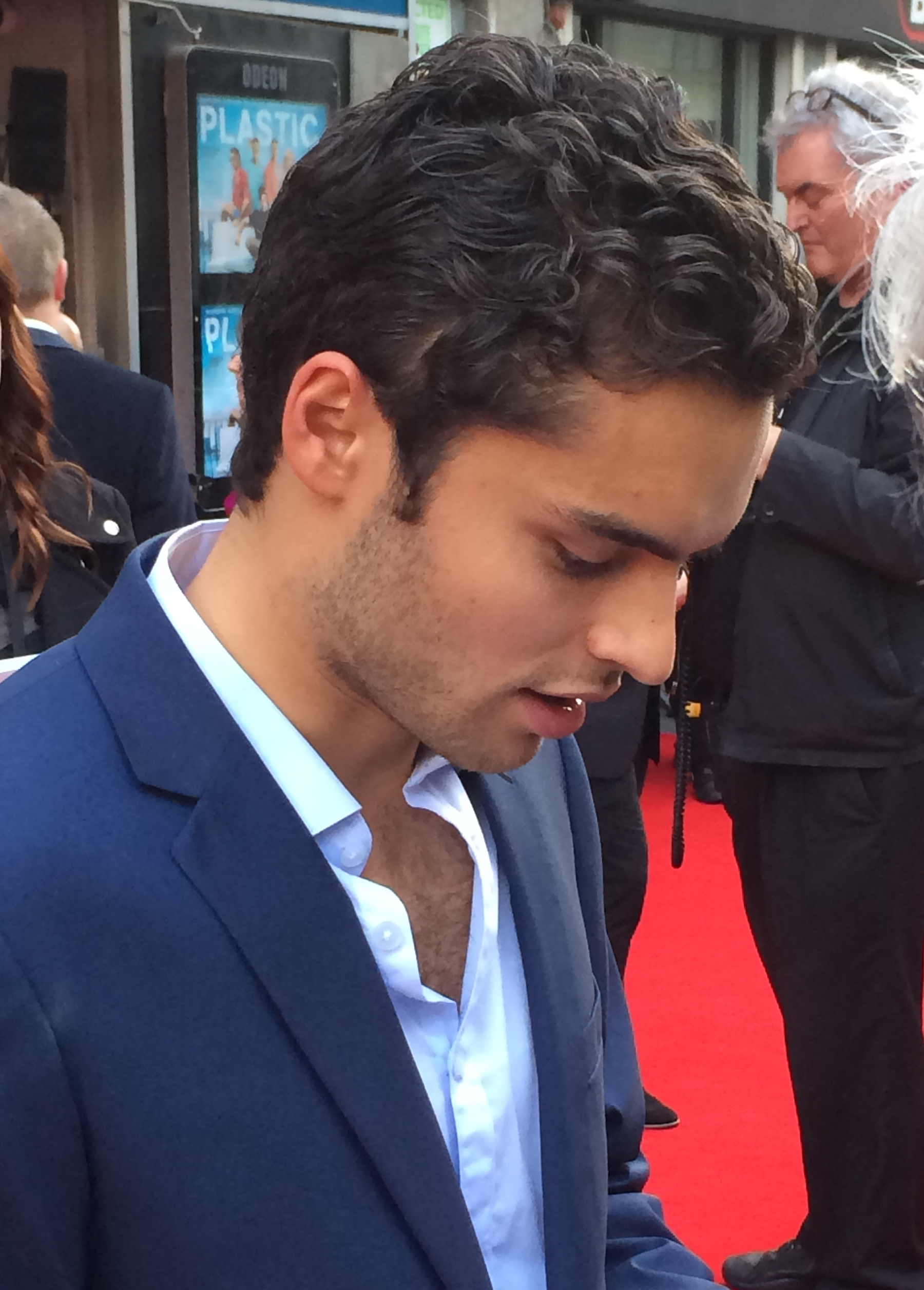
Sebastian de Souza interpreta Matty
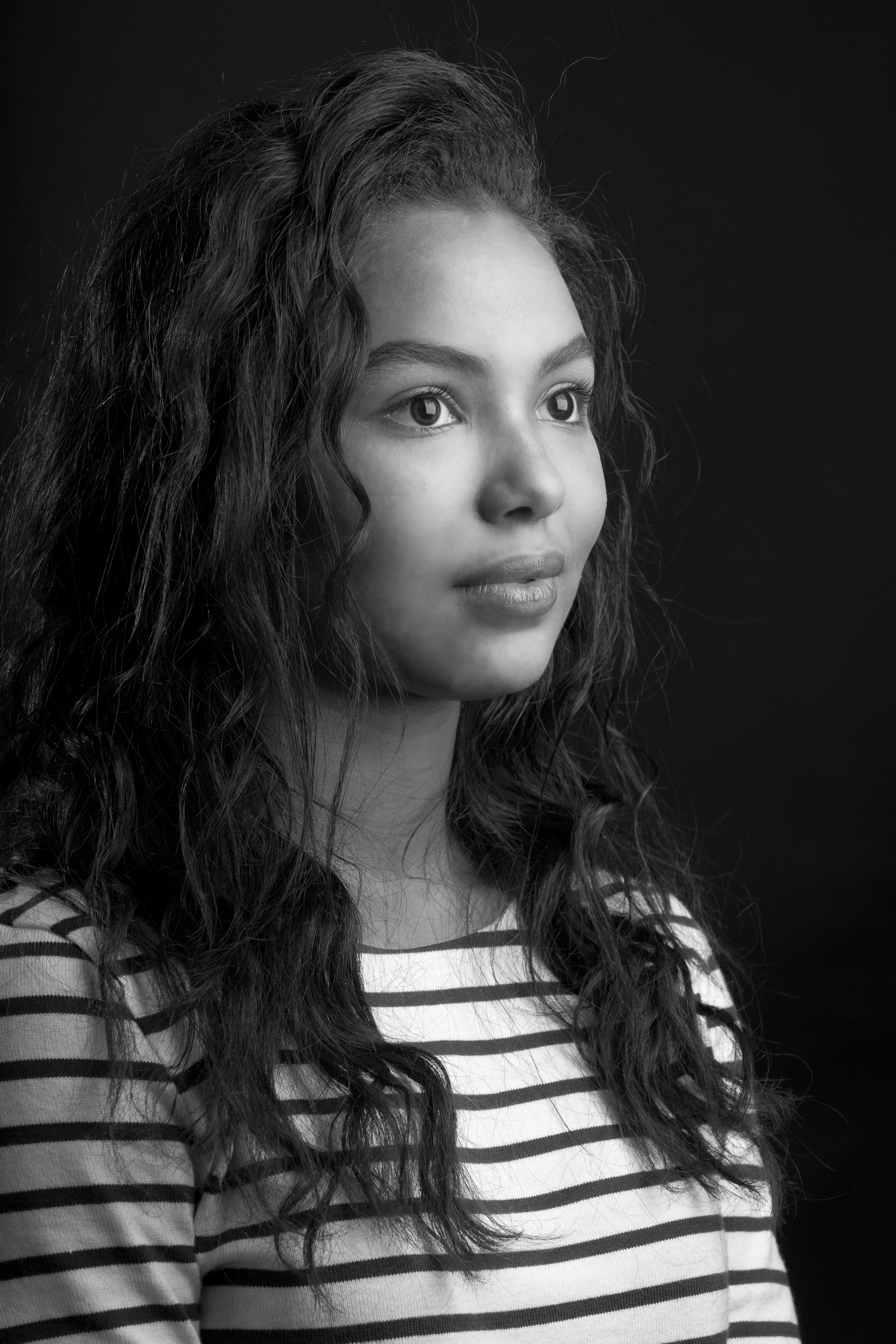
Jessica Sula interpreta Grace

## Personaggi secondari
- Doug (Giles Thomas, stagioni 1-6): l'insegnante di scienze e vicepreside della scuola.
- Jim Stonem (Harry Enfield, stagioni 1-3): è il padre di Tony e Effy.
- Anthea Stonem (Morwenna Banks, stagioni 1-4): è la madre di Tony e Effy.
- Abigail Stock (Georgina Moffat, stagioni 1-2): una ricca ragazza innamorata di Tony.
- Josh Stock (Ben Lloyd-Hughes, stagione 1): è il fratello di Abigail.
- Angela "Angie" (Siwan Morris, stagioni 1-2): è la professoressa di psicologia della quale Chris è attratto.
- Posh Kenneth (Daniel Kaluuya, stagioni 1-2): compagno di scuola.
- Madison "Mad" Twatter (Stephen Walters, stagione 1): un eccentrico spacciatore di marijuana. Il suo nome significa "pazzo per la figa".
- Keith (Geoffrey Hughes, stagioni 1-3): gestore di un bar e spacciatore. Amico e fornitore di pillole per Chris, si scoprirà essere anche lo zio di Cook.
- James (Sean Verey, stagione 2): il fidanzato di Maxxie.
- Johnny White (Mackenzie Crook, stagione 3): un gangster psicopatico di Bristol, oltre che un padre molto protettivo.
- Karen Mclair (Klaryza Clayton, stagioni 3-4): è la sorella maggiore di Freddie. Partecipa ad un talent show ed ha l'ossessione di vincerlo per poter raggiungere la fama ed il successo.
- John Foster (Hugo Speer, stagione 4): è lo psicologo di Effy che, innamoratosi di lei, arriverà a uccidere Freddie per averla tutta per sé.
- David Blood (Chris Addison, stagioni 4-6): il nuovo arrogante preside, anche insegnante di educazione fisica. Si rivelerà essere padre di Grace. Lascerà la presidenza dopo la morte della figlia.
- Geoff e Jeff (Gareth Farr e John Sessions, stagioni 5-6): genitori adottivi di Franky.
- Kevin Hardbeck (Daniel Ryan, stagioni 5-6): padre di Rich.
- Shelley McGuinness (Clare Grogan, stagioni 5-6): madre di Mini.
- Maude Malone (Lola Mae Loughran, stagioni 5-6): sorella minore di Liv.
- Bella Malone (Eloise Joseph, stagioni 5-6): sorella maggiore di Liv, detenuta in un carcere.
- Luke (Joe Cole, stagione 6): conosciuto in Marocco, andrà poi anche a Bristol. Franky farà per un po' sesso con lui.
- Rider (Daniel Black, stagioni 5-6): amico del gruppo, in particolare di Nick, con cui giocava nella squadra di rugby scolastica.
- Dewi (Dave Hill, stagioni 5-6): amico della famiglia Creevey, parla in un modo spesso incomprensibile.